# Creugas bajulus
Creugas bajulus is een spinnensoort uit de familie van de loopspinnen (Corinnidae).
De wetenschappelijke naam van de soort werd in 1942 als Corinna bajula gepubliceerd door Willis John Gertsch.